# Johan Wilhelm Grill
Johan Wilhelm Grill, född 10 oktober 1815 i Lerbäck, död 5 mars 1864 i Marieberg, var en svensk bruksägare och donator.
Grill donerade förutom en större naturaliesamling 10 000 kronor till Vetenskapsakademien som grundplåt till upprättandet av en zoologisk trädgård. Den Grillska donationen, som 1923 växt till över 80 000, överlämnades då till Nordiska museet för uppförande av en djurstall på Skansen.